# Lophocampa margana
Lophocampa margana är en fjärilsart som beskrevs av Rothschild 1910. Lophocampa margana ingår i släktet Lophocampa och familjen björnspinnare. Inga underarter finns listade i Catalogue of Life.